# Kap-plognos
Kap-plognos (Callorhinchus capensis) är en broskfiskart som beskrevs av Duméril 1865. Kap-plognos ingår i släktet Callorhinchus och familjen Callorhinchidae. IUCN kategoriserar arten globalt som livskraftig. Inga underarter finns listade i Catalogue of Life.
Arten förekommer i havet kring södra Afrikas kust vid Namibia och Sydafrika. Callorhinchus capensis vistas vanligen i havsområden som är upp till 150 meter djupa. Ibland når den ett djup av 375 meter.
Fortplantningen kan ske hela året och per tillfället läggs ett ägg. Ägget kläcks efter 9 till 12 månader. Ungarna blir efter 3 till 4 år könsmogna.